# 崔公祠
崔公祠，位于中国广东省清远市佛冈县水头镇，为佛冈县文物保护单位，类型为古建筑，公布时间为1986年7月。
崔公祠的历史年代为清（始建于明）。